# Mühldorf bei Feldbach
Pour les articles homonymes, voir Mühldorf.
Mühldorf bei Feldbach est une ancienne commune autrichienne du district de Südoststeiermark en Styrie.
Depuis le premier janvier 2015 elle est intégrée à la municipalité de Feldbach.